# Abdelfatá Ismaíl
Abdelfatá Ismaíl Ali Al-Jawfi (Árabe: عبد الفتاح إسماعيل علي الجوفي; Taiz, 1927-Adén, 1986) fue un político marxista yemení, una de las máximas figuras de la República Democrática Popular de Yemen (Yemen del Sur). 
Ismaíl fue uno de los fundadores del Frente de Liberación Nacional yemení, que lideró la independencia del país del Imperio Británico. Más adelante, ocupó el cargo de Secretario del Consejo Supremo Popular (jefe de Estado) entre 1978 y 1980, además de liderar el Partido Socialista de Yemen desde su fundación, también en 1978, hasta 1980.  
Su liderazgo del país fue efímero. Su decisión de invadir Yemen del Norte para forzar una reunificación le hizo perder apoyos internacionales y domésticos, de forma que en 1980 acabó exiliado en la Unión Soviética tras un golpe de Estado protagonizado por Alí Nasr Muhamad.  
Nasr Muhamad era la antítesis de Ismaíl, una figura con escaso interés en la teoría política y con un estilo personalista. En 1986, Ismaíl volvió de su exilio soviético para tratar de recuperar el poder, provocando el estallido de una guerra civil en la que perdería la vida.

## Contexto: La independencia de Yemen del Sur

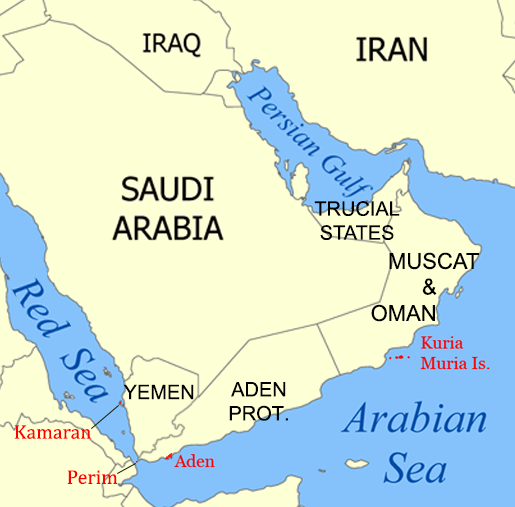
Mapa de la colonia de Adén y de su protectorado, que a su vez se debidía en la Federación de Arabia del Sur y el Protectorado de Arabia del Sur.

Antes de la independencia, el territorio del sur de Yemen se encontraba dividido en tres entidades distintas, todas ellas bajo la influencia del Imperio Británico: la Federación de Arabia del Sur, el Protectorado de Arabia del Sur, y la propia Colonia de Adén, con dependencia directa de Londres. El puerto de Adén era uno de los más activos del mundo, sirviendo como nodo de tráfico postal por vía marítima entre Europa y Asia, además de como cuartel para el Middle East Command. Allí se instalaron los miles de soldados británicos que tuvieron que abandonar Suez tras la crisis de 1956. El tercer pilar de la colonia de Adén eran las instalaciones de la compañía petrolera BP.
La presencia británica en el sur de Yemen era cada vez más insostenible en el clima de descolonización que se extendía por África y Oriente Próximo tras el final de la Segunda Guerra Mundial. La colonia estaba siendo hostigada por el imam Ahmad ibn Yahya en Yemen del Norte y desde la distancia por Egipto, país que se había convertido en el máximo defensor de las tesis del nacionalismo árabe y del panarabismo tras la llegada de Gamal Abdel Nasser al poder en 1954. Las ideas políticas de Nasser encontraron adeptos entre los miles de trabajadores industriales y portuarios suryemeníes empleados por los británicos en Adén, agrupados en torno al sindicato Aden Trade Union Congress (ATUC).
En enero de 1963, Londres empezó a ensayar un modelo para la independencia del sur de Yemen, dando a Adén la condición de Estado dentro de la Federación de Arabia del Sur. El objetivo era convertir la Federación en un nuevo Dubái, gobernado por un Consejo Supremo y defendido por unas fuerzas armadas propias: el Ejército Regular Federal. El modelo federalista fue rechazado por los grupos políticos nacionalistas y de izquierdas que empezaban a aparecer en el sur de Yemen, siendo los dos más importantes el Frente para la Liberación del Yemen Meridional Ocupado (FLOSY, por sus siglas en inglés) y el Frente de Liberación Nacional (FLN). Ambos grupos eran simultáneamente apoyados por El Cairo, que deseaba garantizar que todos las organizaciones políticas del país mantuvieran la tendencia nasserista.
Sin embargo, no fue ninguno de estos grupos sino las tribus del territorio montañoso de Radfán, a 115 kilómetros de Adén, las que comenzaron la insurección contra los británicos. En 1963, la tribu Qutaybi se alzó bloqueando las carreteras de la zona, iniciando una insurgencia que iría a más tras la intervención de Yemen del Norte por Abdulá al-Sallal, el cual también era aliado de Nasser y que estaba dando su apoyo de manera encubierta a la causa suryemení. En 1967, los británicos decidieron abandonar sus posiciones en Yemen, como también lo harían en Singapur, Malasia, o Malta. A las dificultades que representaba el control de Yemen, se sumaba la necesidad de priorizar la inversión en el Ejército en el contexto de la Guerra Fría. El 30 de noviembre de 1967, se declaraba la independencia de la República Popular de Yemen, informalmente conocida como Yemen del Sur.
La nueva República estaba marcada por las diferencias internas. Por una parte se encontraba Adén, con un proletariado militante, y también con una burguesía educada y cosmopolita. En cambio, las zonas que habían estado bajo los protectorados mostraban una economía precapitalista de subsistencia y una sociedad agrícola y analfabeta. En el plano político, los meses anteriores a la independencia vieron una pugna política entre el FLOSY y el FLN que se saldó con ciertos de muertes y que se resolvió en favor de este último. Conseguida la independencia, el FLN se rebautizó como el Frente Nacional.

## Ascenso al poder y rivalidad con Salim Rubai (1970-1978)
Abdelfatá Ismaíl nació en Taiz (Yemen del Norte) en el año 1934. Ismaíl fue educado en la colonia de Adén, donde en 1956 pasaría a trabajar en la refinería de petróleo. En 1961, Ismaíl dio el salto a la enseñanza como profesor de escuela, al tiempo que se iba involucrando en la vida política. Se le considera uno de los fundadores del Frente de Liberación Nacional (FLN) de Yemen del Sur. 
Tras la independencia en 1967, el liderazgo de la República Popular de Yemen se concedió a Qahtan al-Shabi, que desempeñaba simultáneamente los puestos de presidente y primer ministro del gobierno. Ismaíl ejercía el cargo de ministro de cultura dentro del gabinete de Shabi. Pronto, Shabi demostró ser un líder autocrático que no encajaba con el espíritu de dirección colectivista que imperaba en el Frente Nacional. El 22 de junio de 1969, tuvo lugar el conocido como Glorioso Movimiento Correctivo, en el cual se impuso el ala de izquierda marxista del FN, con Ismaíl como uno de sus principales teóricos. Shabi fue reemplazado por un Consejo Presidencial en el que Ismaíl era una de las figuras clave junto con Alí Nasr Muhamad y Salim Rubaya. Este último fue reconocido como cabeza del Consejo Presidencial y, por tanto, como jefe de Estado del país.
En noviembre de 1970, la República Popular de Yemen fue rebautizada como la República Democrática Popular de Yemen (RDPY). La Constitución de 1970 hizo de la RDPY un Estado de corte soviético, y junto al Consejo Presidencial se creó un Consejo Supremo Popular de 101 miembros elegidos por sufragio. Sin embargo, el quinto congreso del FN (1972) constituyó un modelo de partido único, en el que comunistas y baazistas quedaban dentro de la nueva Organización Política del Frente Nacional. Ismaíl estuvo al cargo de este órgano desde 1970 hasta el 21 de abril de 1980.
Los primeros años de la RPDY se caracterizaron por las nacionalizaciones y las reformas económicas, que sin embargo no consiguieron relanzar la economía del país. Se llevaron a cabo una reforma agraria y varios planes de desarrollo de la pesca en alta mar, pero aun así la República seguía siendo dependiente de las ayudas financieras soviéticas. El gobierno suryemení logró impulsar reformas en educación y sanidad. Cuba también contribuyó concediendo generosas cantidades de becas de estudios, ayudando en la creación del sistema sanitario y complementado las ayudas de las URSS. Más allá de la economía, en 1972 estalló una guerra entre Yemen del Norte y Yemen del Sur cuando una facción armada del Partido Democrático Revolucionario, que operaba desde el norte, se enfrentró a las fuerzas tribales de la Federación Bakil en circunstancias nunca del todo aclaradas.

Salim Rubai, cabeza del Consejo Presidencial suryemení. Los primeros años de independencia estuvieron caracterizados por la pugna entre Rubai e Ismaíl.

En paralelo, empezaron a surgir fisuras entre las dos figuras políticas más importantes de Yemen del Sur: Ismaíl, presidente del Consejo Supremo Popular, y Rubai, presidente del Consejo Presidencial. Mientras que Ismaíl era partidario de un mayor acercamiento con la Unión Soviética, el otro era favorable de emular la República Popular China de Mao Zedong. Rubai defendía un estilo de liderazgo populista, que apelaba directamente a las masas, y viajaba por el país continuamente. Por el contrario, Ismaíl era seguidor de un "socialismo científico" que huyera de personalismos y que tendiera hacia la dirección colectiva a través de un creciente cuerpo de funcionarios. Esas ideas fueron las que llevarían a crear, en 1978, un nuevo partido leninista de vanguardia en Yemen del Sur, el Partido Socialista Yemení (PSY). El PSY aspiraba a unificar todas las tendencias dentro del socialismo yemení y a superar las contradicciones que habían plagado al FN.
La rivalidad entre Ismaíl y Rubai se empezó a inclinar en favor del primero a partir del sexto congreso del FN (1975). La reputación de Rubai se fue degradando hasta 1978, y para cuando Ismaíl anunció la creación del PSY, él era claramente la figura de autoridad. Hasta entonces, Rubai había contado con apoyos en Yemen del Norte, pero su nuevo presidente, Ahmad al-Gashmi, no le era favorable. Parece que Rubai organizó el asesinato de Gashmi para forzar que éste fuera sustituido por otro líder afín, una conjura que sirvió de pretexto para su deposición y ejecución en diciembre de 1978.

## El breve liderazgo de Ismaíl. Guerra contra Yemen del Norte (1978-1980)

Mapa de los dos Yemen, que se enfrentaron brevemente en 1979. La guerra costó el cargo a Ismaíl, que acabó exiliado en la URSS.

El año 1978 concluía con la muerte de Rubai y el encumbramiento de Ismaíl. Se disolvió el Consejo Presidencial que había existido entre 1969 y 1978, de forma que se eliminó la duplicidad entre este órgano y el Consejo Supremo Popular que encabezaba Ismaíl. Además, Ismaíl ocupaba el importante cargo de secretario del nuevo Partido Socialista Yemení. La transición se acompañó con duras purgas en la que más de 250 oficiales del Ejército fueron ejecutados por simpatizar con Rubai.
Como jefe de Estado del país, Ismaíl estuvo más interesado en cuestiones sobre la doctrina marxista que en las labores de gobierno. Aun así, su reputación de apparatchik le sirvió para convencer a la URSS de aumentar considerablemente su apoyo a Yemen del Sur, especialmente en el plano militar. Pero en todo momento desde Rusia se le exigía a Ismaíl que tratara de causar la menor agitación posible, y es que la Unión Soviética ya empezaba a tener problemas en su aventura militar en Afganistán. En concreto, las críticas se dirigían a la decisión de Ismaíl de iniciar una guerra contra Yemen del Norte. Ismaíl esperaba sacar rédito del malestar tras el asesinato de Gashmi y del apoyo militar soviético para forzar una unificación de los dos países en la que Adén fuera el centro de poder. El ataque no fue bien visto por ningún país de la comunidad internacional, con la única excepción de Muamar el Gadafi en Libia. La élite del partido empezó a barajar a Alí Nasr Muhamad como su sustituto y, precisamente aprovechando un viaje de Ismaíl a Trípoli en abril de 1980, éste fue depuesto tanto del liderazgo del Consejo Supremo Popular como del PSY. El propio Ismaíl acabaría presentando su reununcia bajo el pretexto de problemas de salud y exilándose a la URSS.

## Guerra Civil de Yemen del Sur y asesinato (1986)
Frente al perfil intelectual de Ismaíl, Nasr Muhamad era un hombre con poca educación escolar, astuto y ambicioso, y que conectaba bien con la ciudadanía. Inició un estilo de gobierno personalista y oportunista que hizo que muchos dirigentes del PSY echaran en falta la visión de Ismaíl. En concreto, Nasr Muhamad decidió tratar de acaparar el poder para sí creando un Estado clientelista donde los vínculos tribales y familiares eran más importantes que el partido. En el plano económico, Nasr inició un proceso de liberalización que acabó con cerca del 75% de empresas del país en manos privadas.
En 1986, al momento de celebración del tercer congreso del PSY, parecía que Nasr estaba cerca de perder el poder. El propio Ismaíl organizó su regreso desde su exilio en la URSS con la esperanza de poder recuperar su cargo. Nasr respondió ordenando acribillar a todos los asistentes del congreso, salvo aquéllos que fueran sus partidarios. En ese momento, Ismaíl viajaba hacia Adén en una columna de tanques proporcionados por una brigada blindada que se había posicionado en contra de Nasr. Sin embargo, éstos fueron bombardeados por los navíos de guerra anclados en el puerto. Ismaíl murió y no se recuperó su cadáver. A este episodio y los enfrentamientos que siguieron se les conoce como la guerra civil de Yemen del Sur, y se saldó con entre 4.000 y 10.000 muertes.
Ese mismo año, Nasr fue finalmente sustituido por Ali Salem al Beidh, bajo el cual por fin se escenificaría la unificicación de las dos mitades de la actual Yemen en 1990.